# Cimitero di San Michele (Venezia)

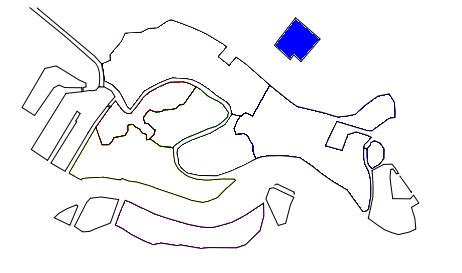
Posizionamento dell'isola

Il cimitero di San Michele si trova nell'isola omonima della laguna veneta, posta tra Venezia e Murano.

## Storia
San Michele in realtà ospitò il cimitero solo dal 1837 quando venne interrato lo stretto canale che distingueva i due isolotti di San Michele e San Cristoforo della Pace in modo da ampliare l'estensione del camposanto che, dal 1807 per volere di Napoleone, sorgeva su quest'ultima. In precedenza le sepolture venivano effettuate nei sagrati o all'interno delle chiese e, quando questi si riempivano, i resti erano trasferiti nelle isole della laguna (noto specialmente l'ossario di Sant'Ariano). L'abitudine di sgomberare così i cimiteri fu mantenuta sino al XIX secolo.
A partire dal febbraio 1806, la necessità di un unico luogo di inumazione posto al di fuori della città lagunare diventa urgente: occorre individuare una soluzione, da fissare in una delle isole della laguna o in terraferma, così da allontanare dalla città possibili cause di contagio. In un primo momento, si individua l'area occupata dal monastero delle Clarisse di Santa Maria Maggiore, nel sestiere di Santa Croce. L'architetto Giuseppe Picotti immagina una necropoli cinta da portici, in grado di ospitare 660 tombe, destinate alla vendita ma il progetto è troppo costoso e non viene realizzato. I progetti seguenti prendono in considerazione l'isola di Sant'Andrea della Certosa, senza però arrivare ad una concretizzazione. È Napoleone nel 1807, al termine di un soggiorno in città, a individuare la soluzione al problema, indicando l'isola di San Cristoforo, posta fra Venezia e Murano. I L'anno seguente l'isola viene evacuata, l'incarico viene conferito a Giannantonio Selva, che avvia i lavori. Nel maggio 1813 la costruzione risulta ultimata e il 28 giugno vengono benedette la cappella e il cimitero, affidato alle cure dei Frati Agostiniani. 
Il nuovo camposanto incontra però scarso entusiasmo. Diventato ben presto insufficiente, diventa necessario adibire a cimitero anche la vicina isola di San Michele che ospita un importante monastero camaldolese. Nel 1810, per decreto napoleonico, il monastero viene soppresso e l'isola resta di proprietà del demanio, che la vende alla municipalità per essere unita a San Cristoforo, sotto la cura dei frati Francescani. Nel 1826 iniziano le prime inumazioni a San Michele mentre dal 1835 iniziano i lavori di interramento dello stretto canale che divide i due isolotti, lavori che si concludono nel 1839. Una volta unificato, il cimitero prende il nome di San Michele. Nel 1843 viene bandito un concorso per l'unificazione stilistica del complesso. Vince Lorenzo Urbani ma il progetto non ha seguito a causa delle ristrettezze economiche in cui versa la città lagunare. Nel 1858 viene quindi bandito un nuovo concorso, vinto da Annibale Forcellini, che verrà realizzato parzialmente e con alcune modifiche, solo a partire dal 1870-1871. Nel 1889 fu edificato il tempio crematorio all'interno del recinto XVII in un'area concessa alla SOCREM veneziana da parte del comune. Il forno originario, basato su progetto Spasciani-Mesmer e funzionante a gasogeno, fu sostituito, fino ad arrivare agli attuali due forni installati nel 1995 e nel 2004.
Nel 1998, l'isola di San Michele è stato oggetto di un concorso pubblico per l'ampliamento, vinto dall'architetto David Chipperfield.

## Descrizione
Il cimitero è diviso nelle aree cattolica, ortodossa ed evangelica, secondo la confessione religiosa del defunto. Il cimitero ebraico di Venezia, invece, si trova sull'isola del Lido. Il sacrario militare di Venezia è il Tempio votivo del Lido.
L'emiciclo 22 (recinto XI), d'ingresso al cimitero storico monumentale ottocentesco, è composto da 38 edicole, delle quali sono parte varie cappelle gentilizie private appartenenti a nobili famiglie: Salviati (ramo romano), Testolini Quadri, Azzano, Venier e Olivieri.
Grazie a un ponte galleggiante, dal 31 ottobre al 10 novembre 2019 è stato possibile arrivare a piedi al cimitero per la commemorazione dei defunti.

## Personaggi illustri sepolti

### A
- Domenico Agostini (1825 - 1891), cardinale e patriarca cattolico
- Gino Allegri (1893 - 1918), militare e aviatore

### B
- Luisa Baccara (1892 - 1985), pianista
- Franco Basaglia (1924 - 1980), psichiatra, neurologo e docente
- Cesco Baseggio (1897 - 1971), attore
- Giuseppe Bertoja (1803 - 1873), scenografo e imprenditore
- Pietro Bertoja (1828 - 1911), scenografo e fotografo
- Italico Brass (1870 - 1943), pittore, scenografo e collezionista
- Iosif Aleksandrovič Brodskij (1940 - 1996), poeta, saggista e drammaturgo russo
- Horatio Brown (1854 - 1926), storico britannico
- Antonio Buzzolla (1815 - 1871), compositore

### C
- Guido Cadorin (1892 - 1976), pittore
- Roberto Calasso (1941 - 2021), scrittore e editore
- Marco Antonio Canini (1822 - 1891), filologo e patriota
- Felice Carena (1879 - 1966), pittore
- Francesco Carnelutti (1879 - 1965), avvocato, giurista e accademico
- Luigi Carrer (1801 - 1850), giornalista, scrittore e poeta
- Emma Ciardi (1878 - 1933), pittrice
- Ashley Clarke (1903 - 1994), diplomatico inglese
- Ernani Costantini (1922 - 2007), pittore e scrittore

### D
- Antonio Dal Zotto (1841 - 1918), scultore
- Sergej Djagilev (1872 - 1929), impresario teatrale russo
- Giovanni Dolfin (1545 - 1622), cardinale e diplomatico
- Christian Doppler (1803 - 1853), matematico e fisico austriaco

### F
- Giacomo Favretto (1849 - 1887), pittore
- Carl Filtsh (1830 - 1845), pianista e compositore inglese
- Antonio Fradeletto (1858 - 1930), politico
- Pietro Fragiacomo (1856 - 1922), pittore
- Sergio Franzoi (1929 - 2022), pittore e accademico

### G
- Giacinto Gallina (1852 - 1897), commediografo
- Gasparo Gozzi (1713 - 1786), letterato, giornalista e intellettuale
- Carlo Gozzi (1713 - 1800), drammaturgo e scrittore
- Léon Gischia (1903 - 1991), pittore francese
- Virgilio Guidi (1891 - 1984), pittore, poeta e saggista

### H
- Helenio Herrera (1910 - 1997), calciatore e allenatore di calcio argentino

### J
- Giuseppe Jappelli (1783 - 1852), ingegnere, architetto e paesaggista

### L
- Piero Leonardi (1908 - 1998), geologo e paleontologo
- Egon Lerch (1886 - 1915), militare austro-ungarico
- Giulio Lorenzetti (1885 - 1951), scrittore e storico dell'arte

### M
- Lauretta Masiero (1927 - 2010), attrice
- Giuseppe Miraglia (1883 - 1915), ufficiale, marinaio e aviatore
- Pompeo Gherardo Molmenti (1852 - 1928), scrittore, storico e politico
- Pompeo Marino Molmenti (1819 - 1894), pittore
- Zoran Mušič (1909 - 2005), pittore e incisore sloveno

### N
- Luigi Nono (1924 - 1990), compositore e scrittore

### P
- Nicolò Pasqualigo (1770 - 1832), ammiraglio austriaco
- Francesco Pasinetti (1911 - 1949), critico cinematografico, sceneggiatore e regista
- Pier Luigi Penzo (1896 - 1928), aviatore e militare
- Armando Pizzinato (1910 - 2004), pittore
- Alessandro Poerio (1802 - 1848), patriota e poeta
- Ezra Pound (1885 - 1972), poeta, saggista e traduttore statunitense

### Q
- Giovanni Querini Stampalia (1799 - 1869), imprenditore e filantropo

### R
- Giovanni Ravelli (1887 - 1919), motociclista e aviatore
- Giustina Renier Michiel (1755 - 1832), scrittrice
- Martín Rico y Ortega (1833 - 1908), pittore spagnolo
- Louis Léopold Robert (1794 - 1835), pittore svizzero
- Frederick Rolfe (1860 - 1913), scrittore e fotografo inglese
- Olga Rudge (1895 - 1996), violinista americana

### S
- Paolo Sarpi (1552 - 1623), religioso, teologo, storico e scienziato
- Natale Schiavoni (1777 - 1858), pittore e incisore
- Riccardo Selvatico (1849 - 1901), commediografo, poeta e politico
- Igor' Fëdorovič Stravinskij (1882 - 1971), compositore e direttore d'orchestra russo
- Giovanni Stucky (1843 - 1910), imprenditore svizzero[8]
- Gian Carlo Stucky (1881 - 1941), imprenditore e dirigente d'azienda svizzero[8]

### V
- Emilio Vedova (1919 - 2006), pittore, incisore e partigiano
- Frans Vervloet (1795 - 1872), pittore belga
- Cesarina Vighy (1936 - 2010), scrittrice
- Giuseppe Volpi (1877 - 1947), imprenditore e politico

### W
- Franz Wickhoff (1853 - 1909), storico dell'arte austriaco
- Ermanno Wolf-Ferrari (1876 - 1948), compositore
- Teodoro Wolf Ferrari (1878 - 1945), pittore

### Z
- Emilio Zago (1852 - 1929), attore teatrale
- Luigi Zandomeneghi (1778 - 1850), scultore
- Gennadios Zervós (1937 - 2020), arcivescovo ortodosso greco